# Paolo Fernandes
Paolo Fernandes Cantín (Zaragoza, 19 augustus 1998) is een Spaans voetballer die doorgaans als middenvelder speelt.

## Carrière
Paolo Fernandes, wiens vader uit Kaapverdië afkomstig is, speelde in de jeugd van Real Zaragoza en Manchester City, wat hem in het seizoen 2017/18 aan het net naar de Eredivisie gepromoveerde NAC Breda verhuurde. Hij debuteerde voor NAC op 12 augustus 2017, in een met 4-1 verloren uitwedstrijd tegen Vitesse. Hij kwam in de 46e minuut in het veld voor Giovanni Korte. In het seizoen 2017/18 speelde hij regelmatig voor NAC, en hij werd nog een seizoen gehuurd. In dit seizoen, waarin NAC degradeerde, kwam hij minder in actie en werd hij teruggezet naar het tweede elftal. In het seizoen 2019/20 werd hij aan Perugia Calcio verhuurd, waar hij dertien wedstrijden in de Serie B speelde. Van 2020 tot 2021 speelde hij voor CD Castellón op het tweede niveau van Spanje. In 2021 maakte hij de overstap naar het Griekse Volos NFC. Hij speelde een sterk seizoen, waarna hij voor 700.000 euro werd verkocht aan topclub AEK Athene. Deze club verhuurde hem gelijk voor een half jaar terug aan zijn oude team Volos. In de tweede seizoenshelft werd hij landskampioen met AEK en scoorde hij de 2-0 in de bekerfinale die van PAOK werd gewonnen.

## Clubstatistieken
| Seizoen                        | Club             | Land           | Competitie         | Competitie | Competitie | Beker | Beker | Totaal | Totaal |
| Seizoen                        | Club             | Land           | Competitie         | Wed.       | Dlp.       | Wed.  | Dlp.  | Wed.   | Dlp.   |
| ------------------------------ | ---------------- | -------------- | ------------------ | ---------- | ---------- | ----- | ----- | ------ | ------ |
| 2017/18                        | → NAC Breda      | Nederland      | Eredivisie         | 25         | 2          | 0     | 0     | 25     | 2      |
| 2018/19                        | → NAC Breda      | Nederland      | Eredivisie         | 8          | 0          | 1     | 0     | 9      | 0      |
| 2019/20                        | → Perugia Calcio | Italië         | Serie B            | 13         | 0          | 3     | 0     | 16     | 0      |
| 2020/21                        | CD Castellón     | Spanje         | Segunda División A | 10         | 0          | 2     | 1     | 12     | 1      |
| 2021/22                        | Volos NFC        | Griekenland    | Super League       | 27         | 5          | 3     | 1     | 30     | 6      |
| 2022/23                        | → Volos NFC      | Griekenland    | Super League       | 13         | 3          | 2     | 0     | 15     | 3      |
| 2022/23                        | AEK Athene       | Griekenland    | Super League       | 14         | 1          | 5     | 1     | 19     | 2      |
| 2023/24                        | AEK Athene       | Griekenland    | Super League       | 5          | 0          | 1     | 0     | 6      | 0      |
| Carrièretotaal                 | Carrièretotaal   | Carrièretotaal | Carrièretotaal     | 115        | 11         | 17    | 3     | 132    | 14     |
| Bijgewerkt op 26 februari 2024 |                  |                |                    |            |            |       |       |        |        |